# Château d'Oigny-en-Valois
Le château d'Oigny-en-Valois est un manoir situé à Oigny-en-Valois près de Villers-Cotterêts dans le département de l'Aisne. 

## Historique
Il a été construit dans le style Louis XII entre 1498 et 1515.
Il est inscrit monument historique depuis le 8 février 1928

## Architecture
Le château d'Oigny-en-Valois a été construit en brique et pierre du début du XVIe siècle. Les remaniements effectués au XIXe siècle sur le château et les communs ne lui ont pas enlevé ses caractéristiques d'architecture  du XVIe siècle comme ses deux tours polygonales.

## Parc et jardins
Le jardin d'agrément du château d'Oigny avec sa clôture, son bassin, sa serre et son jardin potager est inscrit au pré-inventaire des jardins remarquables.